# Reserva Extrativista Federal do Rio Cautário

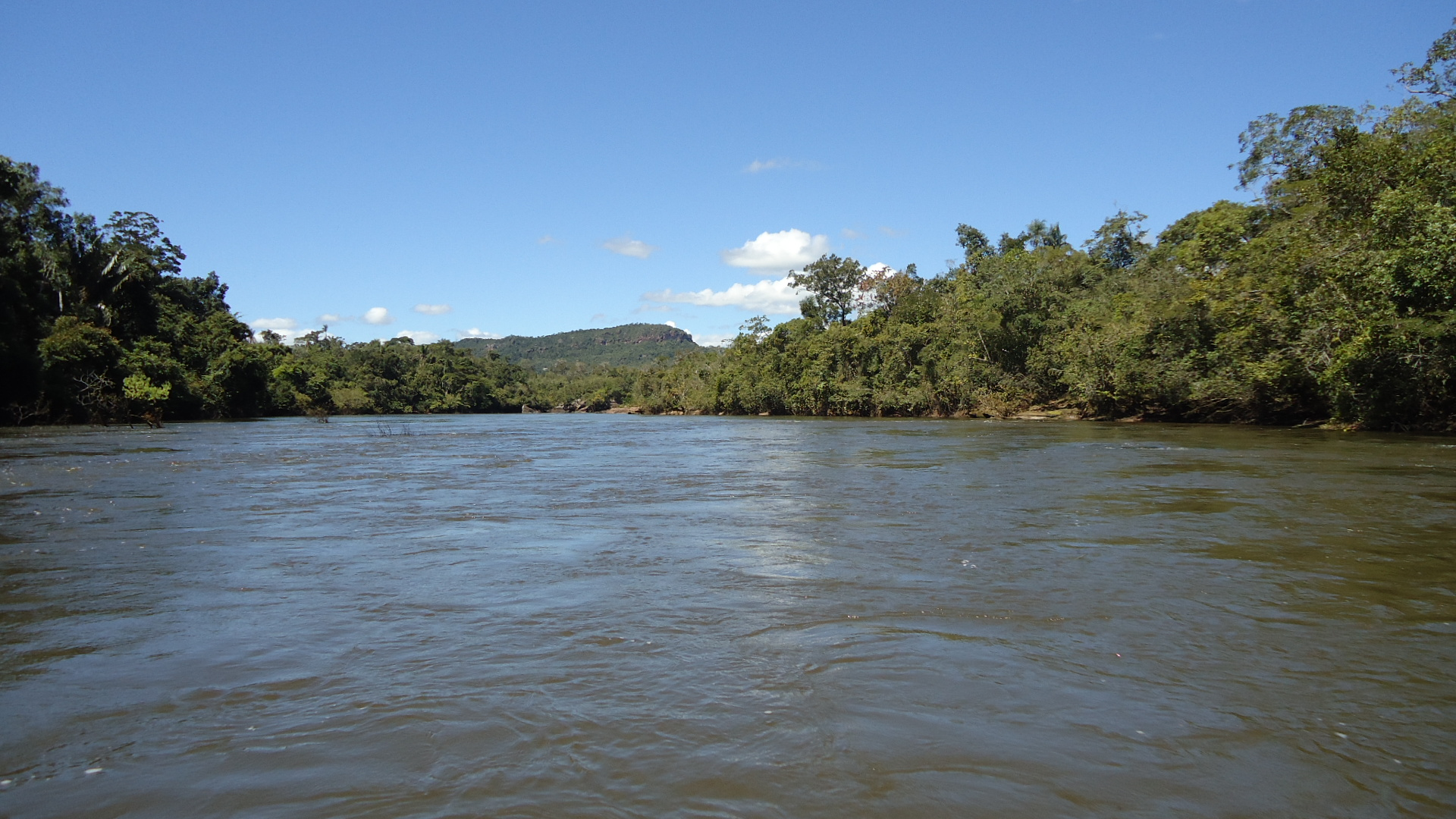
Rio Cautário

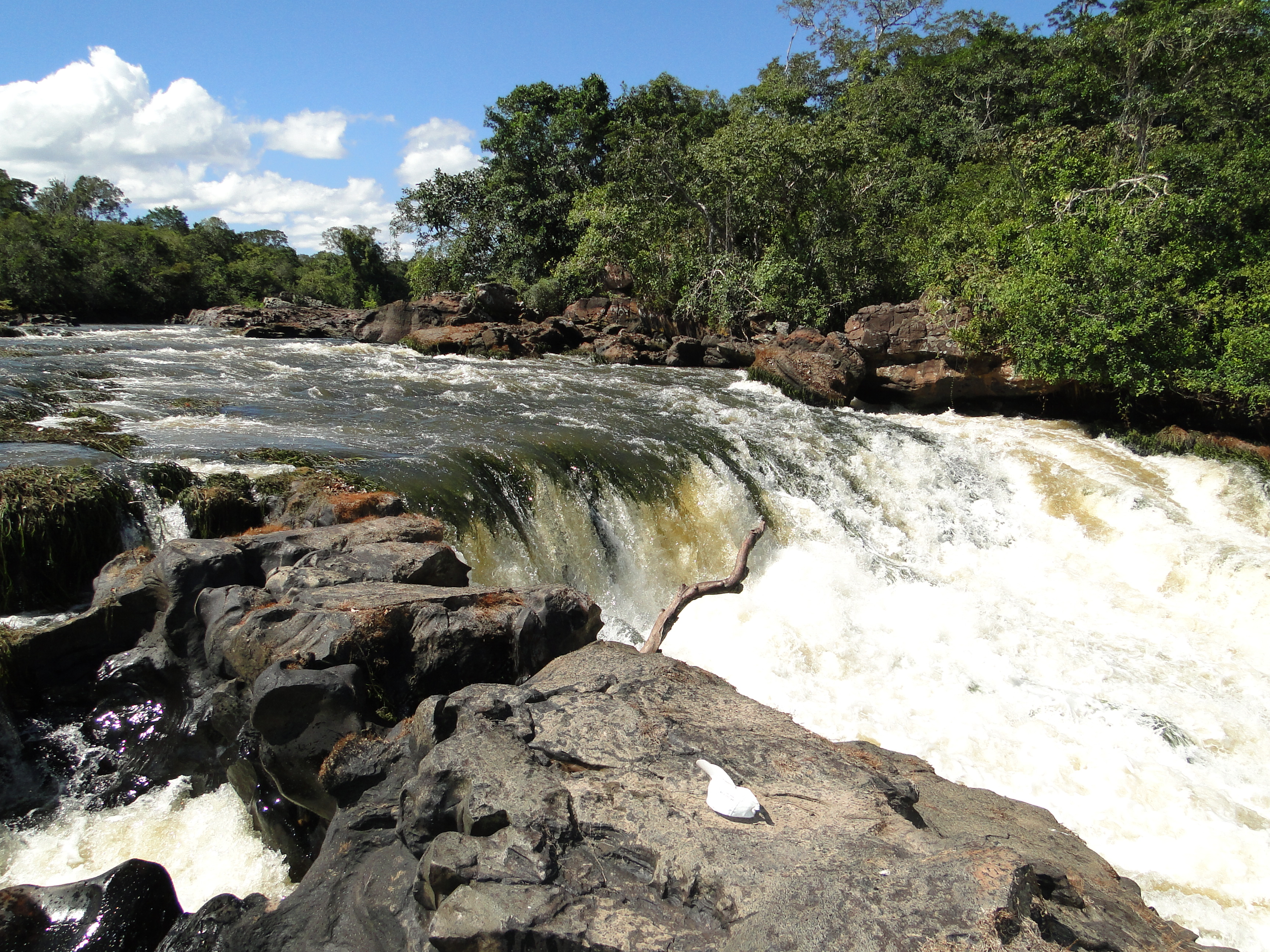
Cachoeira no Rio Cautário

A Reserva Extrativista Federal do Rio Cautário é uma unidade de conservação federal, localizada no Estado de Rondônia. As Reservas Extrativistas (RESEX) são áreas utilizadas por populações extrativistas tradicionais, cuja subsistência baseia-se no extrativismo e, complementarmente, na agricultura de subsistência e na criação de animais de pequeno porte, e tem como objetivos básicos proteger os meios de vida e a cultura dessas populações, e assegurar o uso sustentável dos recursos naturais da unidade.
A Reserva Extrativista Federal do Rio Cautário foi criada por decreto presidencial em 07 de agosto de 2001, com uma área de 73.817,4975 hectares, situada no município de Guajará–Mirim, mas com o acesso facilitado pelo município de Costa Marques, ambos no estado de Rondônia. Antes da criação da Reserva, esta área era de domínio do Exército Brasileiro. A transformação desta área em Reserva Extrativista se deu pela vontade das atuais organizações dos seringueiros, através do Conselho Nacional de Seringueiros – CNS e Associação Aguapé (associação que engloba os moradores da RESEX Estadual do Rio Cautário e RESEX Federal do Rio Cautário). 
Com formação nos Solimões do Cenozóico, a Resex Federal do Rio Cautário é constituída de rochas sedimentares de depósitos de planície de inundação e de canais fluviais, como argilitos micáceos vermelhos, esverdeados, siltatos cinza-avermelhados com estratificação cinzada de médio a grande porte, arenitos claros finos e grosseiros. 
O bioma predominante é de Floresta Amazônica, com trechos que vão de Floresta Ombrófila Aberta, terras baixas e submontanas a Floresta Ombrófila Densa luvial. A cobertura vegetal predominante é de Floresta Aberta Semicaducifolia, campos e cerrados com formação pioneira. A fauna, assim com na maioria das florestas rondonienses, é rica em aves, bem com outros vertebrados terrestres e insetos. No entanto, nenhum estudo aprofundado a respeito dos componentes da biodiversidade foi realizado na região. Os peixes constituem o grupo animal melhor conhecido. 
Existem cerca de 11 famílias residentes na Resex Federal do Rio Cautário. Os principais produtos de extrativismo são a Castanha e a Borracha. O órgão gestor é o Instituto Chico Mendes de Conservação da Biodiversidade-ICMBio. 
A visitação pública é permitida, desde que compatível com os interesses locais e de acordo com o disposto no Plano de Uso da Unidade de Conservação. A pesquisa científica é permitida e incentivada, sujeitando-se à prévia autorização do órgão responsável pela administração da unidade, às condições e restrições por este estabelecidas e às normas previstas em regulamento. . 